# Pseudo Dionisio Areopagita
Pseudo-Dionisio Areopagita, también conocido simplemente como pseudo-Dionisio o seudo-Dionisio (entre los siglos V y VI d. C.), fue un teólogo y místico bizantino.

## Biografía
Durante siglos se produjo una confusión de nombres, al confundir al teólogo aquí presentado con san Dionisio Areopagita (Atenas, siglo I), un obispo y mártir ateniense del que se habla en los Hechos de los Apóstoles, y que había sido convertido al cristianismo por influjo de Pablo de Tarso.
En el pasado se atribuyeron al Dionisio del siglo I diferentes obras que actualmente se consideran escritas por un anónimo teólogo bizantino que hoy es identificado como pseudo-Dionisio, el cual viviría en Siria o Egipto entre los siglos V y VI d. C. Estas obras, de clara inspiración neoplatónica, tuvieron una amplia influencia en la escolástica europea medieval. Sería por tanto pseudo-Dionisio quien escribiría las cartas homónimas, firmándolas con el mismo nombre, movido a resaltar seguramente la autenticidad de las mismas.

Alrededor del siglo sexto aparecieron una serie de volúmenes neoplatónicos cristianos bajo el nombre de Dionisio Areopagita, que fue el primer discípulo de San Pablo en Atenas. Estos volúmenes fueron considerados casi como de valor apostólico, en tanto que Dionisio fue el primer discípulo de San Pablo. De hecho los libros fueron escritos bien al final de siglo V o principios del VI en Siria. El desconocido autor simplemente firmó en ellos con el nombre de Dionisio Areopagita para darles mayor cobertura entre sus contemporáneos. Era un neoplatónico que había adoptado el cristianismo y que combinaba la doctrina de la filosofía neoplatónica y prácticas del éxtasis con doctrinas cristianas.

Por algunos rasgos de sus obras parece proceder de Siria y haber escrito hacia los 20 o 30 años de edad, situándolo alrededor del 500 después de Cristo. Sus obras, algunas de las cuales aparecen como dirigidas a Timoteo, Tito, Policarpo y aún al mismo apóstol San Juan, fueron ya reputadas apócrifas por un obispo oriental de la primera mitad del siglo VI; pero hasta el siglo XVI no se volvió a discutir sobre este tema, rebautizándose entonces al autor con el nombre de pseudo-Dionisio, con el que desde entonces se le suele conocer.

## Obras
Tenemos de él 4 tratados y 10 cartas que están en relación estrecha con aquellos.
Los tratados son:
- Sobre los nombres de Dios, donde se investiga la esencia y los atributos divinos.
- Sobre la teología mística, en que se trata de la unión del alma con Dios.
- Sobre la jerarquía celestial, que versa sobre los ángeles y su agrupación en tres tríadas con tres coros cada una (la primera, está compuesta de serafines, querubines y tronos; la segunda, de los coros de las virtudes, dominaciones y potestades; la tercera, de principados, arcángeles y ángeles).
- Sobre la jerarquía eclesiástica, en que haciendo un paralelismo con aquellas tríadas se habla de tres sacramentos, de tres grados en el orden sacerdotal y de tres grados en los laicos, uno de los cuales, el de los imperfectos, se divide de nuevo en otros tres.

## Influencia
El autor estuvo muy influido por el neoplatonismo, desde el que intenta interpretar el cristianismo, aunque con el deseo de serle fiel. Los monofisitas trataron de encontrar un apoyo en sus obras. Traducido al latín por Juan Escoto Eriúgena en el siglo IX, su teología negativa ejerció una gran influencia en la mística y la escolástica franciscana medieval. Su obra fue traducida nuevamente durante el siglo XV al latín por Ambrosius Traversarius.
Ponente principal de la teología negativa en el cristianismo, según la cual no nos es dado decir lo que Dios es, sino solamente lo que no es. Esta doctrina ejerció una gran influencia en la ascética y la mística cristiana de los siglos XIII-XV, y en el quietismo de Miguel de Molinos.

En la Reforma Protestante, fue notoria la postura ambigua de Martín Lutero con respecto a Dionisio. El reformador parecía a veces rechazarlo por completo, y otras veces apreciarlo, y se volvió famosa la siguiente cita de “Del Cautiverio Babilónico de la Iglesia” (1520), en la que afirma:
"Desapruebo completamente que se dé tanto crédito a ese Dionisio, sea quien sea, ya que prácticamente no hay en él ningún conocimiento sólido. Tomemos, por ejemplo, las invenciones sobre los ángeles en su Jerarquía Celestial (un libro muy explotado por personas de temperamento curioso o supersticioso). ¿Con qué autoridad o razón, pregunto, prueba eso? Si uno lo lee y lo evalúa honestamente, ¿no serían todas esas cosas meras reflexiones oníricas suyas? Por otro lado, en su Teología Mística (tan elogiada por algunos de los teólogos más ignorantes), es extremadamente peligroso, hablando más como un platónico que como un cristiano”.
Sin embargo, en otras obras, no duda en citar a Dionisio como referencia, como en su comentario al Salmo 18 contenido en las lecciones “Dictata super Psalterium” (1513–1515), en que afirma:
"Por eso, el bienaventurado Dionisio enseña que es necesario entrar en la oscuridad anagógica y ascender por medio de las negaciones. Pues así Dios está oculto y más allá de la comprensión”.
Por lo tanto, Lutero no rechazó el pensamiento dionisiano, sino que, por el contrario, siendo alguien que citó con frecuencia a Juan Taulero, Bernardo de Claraval y Buenaventura, fue fuertemente influenciado por Dionisio, sobre todo a través de los místicos medievales alemanes, como demuestra Johannes Zachubber. Tal influencia se evidencia en el hecho de que el reformador publicó el escrito místico “Theologia Germanica”, de inspiración claramente dionisiana, y en un concepto clave de su pensamiento, el Deus absconditus (Dios oculto/escondido), doctrina esencial de la teología negativa, esta que fue muy cara al reformador, quien compartía con Dionisio y los demás místicos la creencia en la insuficiencia de la razón humana (filosofía y teología positivas) para alcanzar a Dios. Sus críticas, por tanto, no son contra la doctrina de Dionisio en sí, sino contra su “abuso” (desde la perspectiva de Lutero) por parte de sus oponentes, como Johann Eck, apologista católico romano que citaba los escritos de Dionisio en su defensa del papado y de la consideración de la ordenación como sacramento, y contra quien el reformador debatió entre 1519 y 1520, y los anabaptistas, igualmente adversarios suyos.